# Natura morta in bianco e nero - Vaso, caffettiera e frutta
Natura morta in bianco e nero - Vaso, caffettiera e frutta è un dipinto a olio su tela (64x81 cm) realizzato tra il 1867 ed il 1869 dal pittore Paul Cézanne. È conservato nel Musée d'Orsay di Parigi.